# Розен, Эммануил Матвеевич
Эммануи́л Матве́евич Ро́зен (1873, Харьковская губерния — ?) — русский архитектор. Вошёл в историю российской архитектуры постройкой доходного дома А. С. Грачёвой на улице Петровке в Москве.

## Биография
Окончил Харьковский технологический институт со званием инженера-технолога. В 1901—1903 годах по проекту Э. М. Розена был построен доходный дом А. С. Грачёвой, заказ на который зодчий получил благодаря дружеским связям с семьёй заказчиков строительства. Здание стало одной из первых построек в стиле модерн в Москве и примечательно также тем, что в его залах в 1902—1903 годах прошла выставка Архитектуры и художественной промышленности Нового стиля. В 1926 году работал в ВСНХ СССР. До 1930 года жил на собственной даче в Чесменке.

## Постройки
- Доходный дом А. С. Грачёвой (гостиница «Марсель») (1903, Москва, улица Петровка, 15/13 — Столешников переулок, 13/15, стр. 1), ценный градоформирующий объект[4];
- Доходный дом (надстройка вторых этажей, изменение фасадов) (1911, Москва, Большой Гнездниковский переулок, 7), ценный градоформирующий объект[4];
- Проект народного дома, водонапорной башни и водокачки (1916, Можайск), частично осуществлены;
- Проект дома Жилищного Товарищества текстильщиков Орехово-Зуевского и Богородско-Щёлковского трестов (1923), не осуществлены.